# Ендщуфе
„Ендщуфе“ e немска Ой! / RAC група, основана през 1981 година в Бремен. Тя е една от най-старите RAC групи, изпълнява класически Ой ! стил. Нейните произведения са изцяло на немски.

## Дискография

### Албуми
- 1987 – „Der Clou“
- 1990 – „Endstufe / Volksgemurmel – Allzeit Bereit“
- 1990 – „Skinhead Rock'N'Roll“
- 1993 – „Glatzenparty“
- 1994 – „Schütze Deine Kinder“
- 1996 – „Der Tod Ist Überall“
- 1996 – „Victory“
- 1998 – „Live Mallorca 98“
- 2000 – „96-98“
- 2000 – „Mit Den Jungs Auf Tour“
- 2006 – „Feuer Frei“
- 2007 – „Endstufe / Last Riot – Wir Sind Keine Engel“
- 2009 – „Live (Wo Wir Sind Brennt Die Luft)“

### Сингли & EPs
- 1990 – „Schenk Noch Einen Ein...“
- 1995 – „Die Welt Gehörte Uns“
- 2009 – „Deutschland, Wir Stehen Zu Dir“